# Ratpenat orellut de Townsend
El ratpenat orellut de Townsend (Corynorhinus townsendii) és una espècie de ratpenat de la família dels vespertiliònids. Viu al Canadà, Mèxic i els Estats Units. El seu hàbitat natural són mines o coves, però també en boscos de coníferes, boscos de ribera de fulla caduca, semi-desert i matolls montans. No hi ha amenaces significatives per a la supervivència d'aquesta espècie, excepte la pèrdua d'hàbitat i la pertorbació humana.